# Letrado
Letrado es un término polisémico, que inicialmente designaba a los que podían acceder a las letras, en un contexto histórico en que estar alfabetizado (lo contrario de iletrado, en referencia al analfabetismo) era en la práctica ser tenido por sabio o instruido. A partir de la diferenciación de las distintas carreras universitarias en la universidad medieval, el término pasó a utilizarse de forma restringida para el ámbito del derecho, para designar al también llamado hombre de leyes.
En la actualidad, el término se aplica genéricamente a cualquier abogado; aunque, específicamente, se utiliza en España para la función de los juristas que asumen la asistencia jurídica de entidades públicas, como los Letrados de la Administración de la Seguridad Social o de las comunidades autónomas, o aquellos que preparan los dictámenes de instituciones como el Consejo de Estado y el Tribunal Constitucional y en las tareas legislativas y de otra índole de las Cortes Generales.

## Historia
En el uso historiográfico, el término letrados identifica a un jurista y también una  clase o grupo social emergente desde la Baja Edad Media, caracterizada por su formación universitaria en derecho y su vinculación a la burocracia de la monarquía autoritaria. Su posición se basa en mecanismos alternativos a las estructuras tradicionales de la sociedad estamental, que se fundaba en los estamentos privilegiados —nobleza y clero — sobre una base de poder militar, religioso y territorial rural.
Con el intento de reducir la diversidad foral particularista mediante la tendencia a la implantación de un nuevo derecho potencialmente a imagen del derecho romano en la Castilla bajomedieval y atributo del Estado. Para ello, son necesarios funcionarios especializados, jueces o letrados que aplican el contenido de las leyes y fueros mediante pruebas y sus sentencias tienden a ser universales para los mismos casos. Esto permite que determinados cargos, anteriormente ocupados por la nobleza, los ocupen ahora profesionalmente los letrados, que son amparados por la realeza.
Desde el reinado de los Reyes Católicos, aparecen cada vez más al servicio del rey y forman una clase ascendente. Asesoran, redactan leyes, sentencian, velan por el procedimiento judicial, siguiendo el camino hacia una concepción universal de la ley.
Los letrados fueron particularmente importantes en la formación de los estados modernos de Europa Occidental en el Ancien régime.

«¿Eran auténticos burgueses estos funcionarios y letrados que gozaron de una promoción tan importante en el reinado de los Reyes Católicos? Creemos que no. Gente de origen modesto normalmente, acudían a las universidades donde conseguían el título de licenciados o doctores en derecho y a continuación hacían carreras en las administraciones o en los tribunales de justicia donde muchas veces conseguían amasar pequeñas fortunas no siempre por medios honrados. El mundo de los hombres de leyes comenzó a constituir una larga carrera: alcaldes, oidores y escribanos formaban ya una cohorte importante a comienzos del siglo XVI. B. Bennassar nos ha dejado una perfecta descripción de su capital, Valladolid, sede de la chancillería que constituía un medio de vida para miles de personas. Los cargos reportaban cuantiosos beneficios a sus titulares que se las arreglaban además para transmitirlos a sus herederos o para obtener mayores beneficios mediante su venta de una manera más o menos abierta: bastaba con renunciar en favor de un hijo o de cualquier otra persona; esto no podía engañar a nadie, pero tampoco existía una seria oposición a esta práctica. Gracias a los puestos que ocupaban, los letrados no encontraban dificultad en sustraerse al pago de los impuestos. Así comenzaban su camino hacia la hidalguía y quizás incluso hacia la nobleza.»